# علي أباد (ماكو)
علي أباد هي قرية في مقاطعة ماكو، إيران. عدد سكان هذه القرية هو 173 في سنة 2006.